# Kamienica Pod Błękitnymi Podkowami we Wrocławiu
Kamienica Pod Błękitnymi Podkowami – kamienica stojąca przy ulicy Ruskiej 32-33 we Wrocławiu.

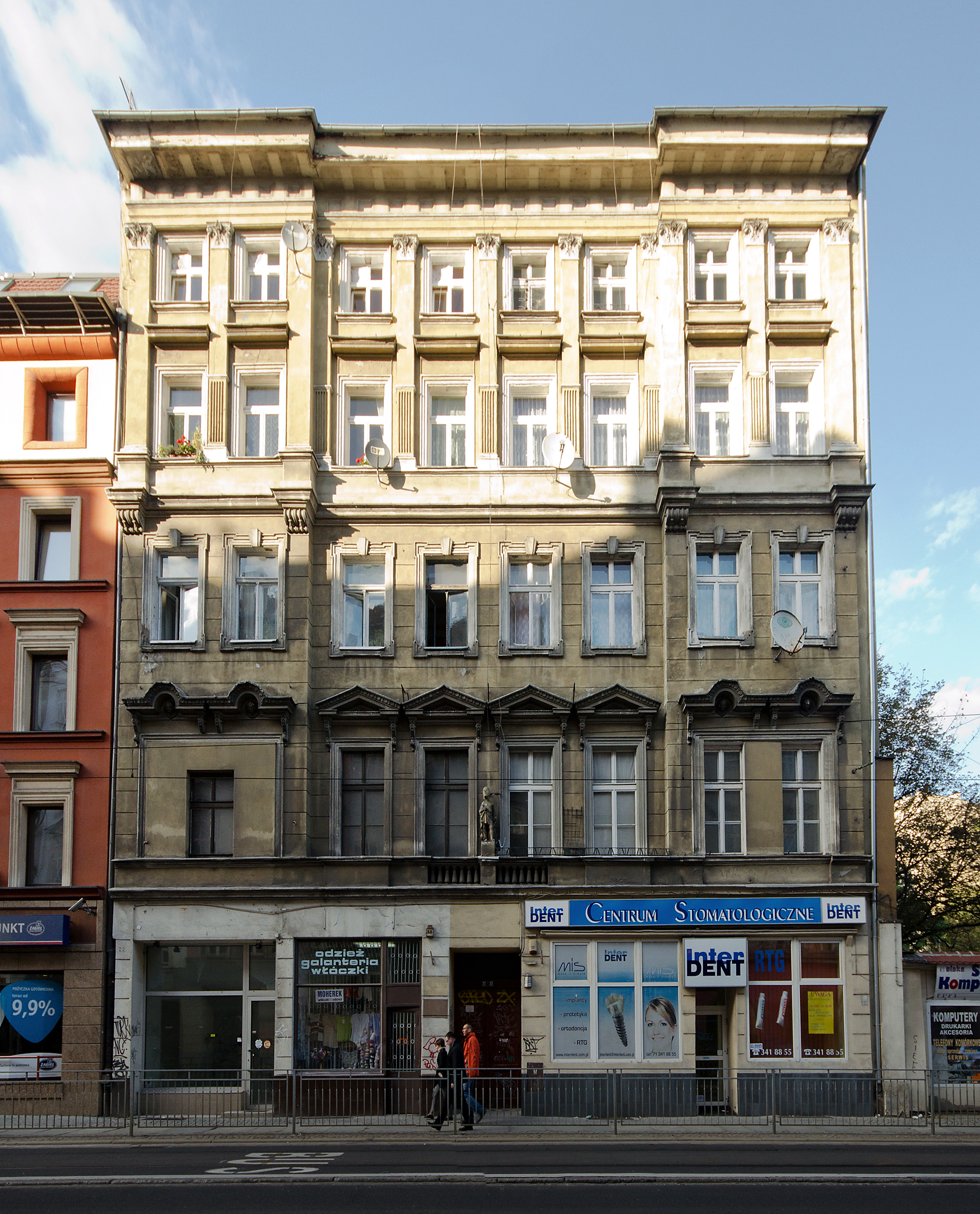
Kamieica przed remontem

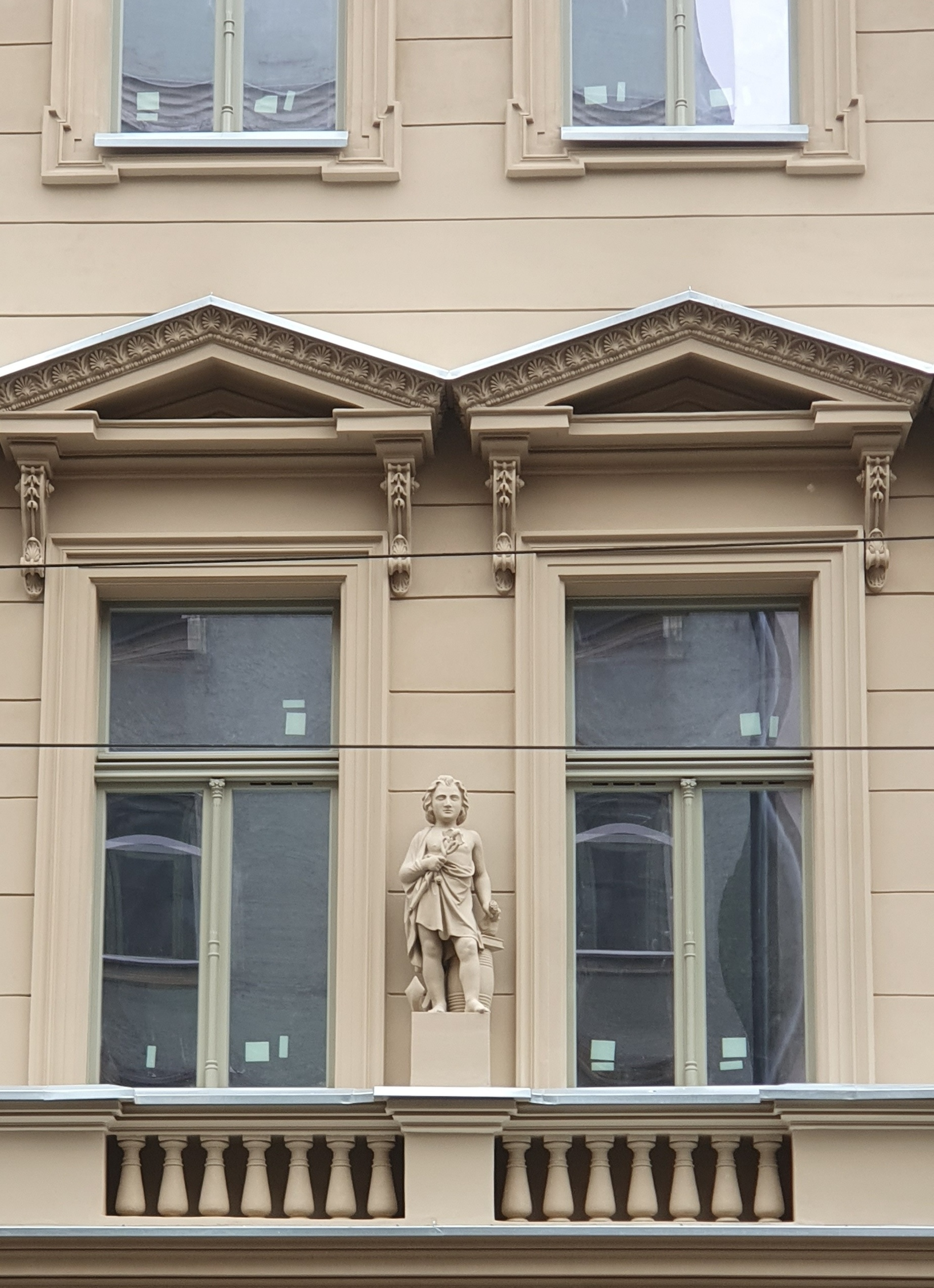
Figurka kowala

Pięciokondygnacyjna kamienica o średniowiecznym rodowodzie przebudowana w 1820 roku a następnie w 1880. Fasada kamienicy podzielona na jest osiem osi, dwie osie zewnętrzne tworzą ryzalit. Budynek zakończony jest wysuniętym, rozbudowanym gzymsem a następnie płaskim dachem. W osi centralnej, nad wejściem znajduje się figurka kowala trzymającego przyrządy do podkuwania koni. 
Na początku XX wieku na parterze znajdował się sklep meblowy
W 2017 roku kamienica została sprzedana prywatnej firmie BUDREM.